# Saint-Jean-Lherm
Saint-Jean-Lherm település Franciaországban, Haute-Garonne megyében. Lakosainak száma 430 fő (2022. január 1.). Saint-Jean-Lherm Montastruc-la-Conseillère, Bonrepos-Riquet, Gragnague, Montpitol és Verfeil községekkel határos.

## Népesség
A település népessége az elmúlt években az alábbi módon változott:
| Lakosok száma | 153  | 190  | 233  | 346  | 351  | 361  | 371  | 395  | 394  | 430  |
|               | 1968 | 1982 | 1990 | 2006 | 2013 | 2015 | 2017 | 2019 | 2020 | 2022 |